# Список политических партий Приднестровской Молдавской Республики
В Приднестровской Молдавской Республике насчитывается 9 политических партий. Практически все приднестровские партии ориентированы на сближение с Россией. Некоторые эксперты условно делят партии на группы — по их отношению к различным сторонам конфликта по линии Президент — Верховный совет. Однако, данная классификация не является абсолютной. По мнению некоторых экспертов все политические партии Приднестровья являются левыми, правых партий в республике нет.
На пленарном заседании Верховного Совета 18 ноября 2009 года инициатива президента о смене Конституции, согласно которой законодательная власть оказалась бы полностью подконтрольна исполнительной, была отвергнута парламентом.

## Политические партии

### Действующие партии
Партии, которые либо представлены в парламенте, либо активно выставляют кандидатов на парламентских выборах.

#### Парламентские партии
- Обновление

#### Непарламентские партии
- Приднестровская коммунистическая партия

### Бездействующие и бывшие партии
Партии и политические организации, которые были распущены или больше не выставляют кандидатов на парламентских выборах.

#### Бездействующие/малоактивные партии
- Возрождение
- Власть людям
- Единство
- Либерально-демократическая партия Приднестровья
- Народная воля Приднестровья
- Объединённый Совет трудовых коллективов
- Республика
- Республиканская социал-патриотическая партия
- Справедливая Республика
- Социал-демократическая партия
- Союз патриотических сил

#### Бывшие партии
- Коммунистическая партия Приднестровья
- Коммунистическая партия трудящихся Приднестровья
- Патриотическая партия Приднестровья
- Приднестровская Республиканская партия
- ПРОРЫВ!

## Объединения и расколы
23 января 2010 года состоялся учредительный съезд Республиканской социал-патриотической партии (РСПП), произошло слияние Патриотической партии Приднестровья и Приднестровской Республиканской партии. Партия «Народная воля», лидер которой присутствовал на заседании, воздержалась от слияния.
5 февраля 2010 года о возможном слиянии объявили Приднестровская коммунистическая партия и Социал-демократическая партия.
Накануне декабрьских парламентских выборов 2010 года партии «Обновление», «ПРОРЫВ!» и «Справедливая Республика» создали блок «Вместе с Россией!».

## Позиции по принципиальным вопросам
В середине 2009 года в Приднестровье актуализировалась дискуссия о переходе к пропорциональной избирательной системе, в пользу которой высказались все партии, кроме партии «Народная воля». Президент республики Игорь Смирнов неоднократно высказывал негативное отношение к подобным инициативам.
29 января 2010 года Республиканская социал-патриотическая партия выступила за снижение возрастного ценза кандидатов в депутаты — с 21 года до 18 лет, а также за отмену ценза оседлости.